# Чабонг
Чабо́нг (англ. Tshabong) - місто на крайньому півдні Ботсвани, адміністративний центр округу Кгалагаді.

## Загальна інформація
Входить до складу субокругу Південний Кгалагаді. Розташоване у пустелі Калахарі, неподалік від кордону з ПАР, на висоті 962 м над рівнем моря. Поблизу Чабонга здійснюється видобуток алмазів. У місті розташована лікарня, яка обслуговує значні території цієї пустельної місцевості. Є аеропорт.

## Клімат
Місто знаходиться у зоні, котра характеризується кліматом тропічних пустель. Найтепліший місяць — січень із середньою температурою 27.2 °C (81 °F). Найхолодніший місяць — червень, із середньою температурою 11.7 °С (53.1 °F).
| Клімат Чабонга          | Клімат Чабонга | Клімат Чабонга | Клімат Чабонга | Клімат Чабонга | Клімат Чабонга | Клімат Чабонга | Клімат Чабонга | Клімат Чабонга | Клімат Чабонга | Клімат Чабонга | Клімат Чабонга | Клімат Чабонга | Клімат Чабонга |
| Показник                | Січ.           | Лют.           | Бер.           | Квіт.          | Трав.          | Черв.          | Лип.           | Серп.          | Вер.           | Жовт.          | Лист.          | Груд.          | Рік            |
| Середня температура, °C | 27,2           | 26,1           | 24,2           | 20             | 15,4           | 11,7           | 11,7           | 14,2           | 18,7           | 22             | 24,5           | 26,2           | 20,2           |
| Норма опадів, мм        | 52.4           | 58.1           | 51.7           | 36.7           | 12.1           | 4.1            | 1.5            | 3              | 4.4            | 20.3           | 32.6           | 31.9           | 308.8          |
| Днів з опадами          | 6,6            | 7,2            | 6,1            | 5              | 1,7            | 0,5            | 0,4            | 0,6            | 1              | 3,3            | 4,4            | 5,2            | 42             |
| Вологість повітря, %    | 52.8           | 60.9           | 65.2           | 70.8           | 71.1           | 71.8           | 66.7           | 57.4           | 51.1           | 44.7           | 47.2           | 48.6           | 59             |
| ----------------------- | -------------- | -------------- | -------------- | -------------- | -------------- | -------------- | -------------- | -------------- | -------------- | -------------- | -------------- | -------------- | -------------- |
| Джерело: Weatherbase    |                |                |                |                |                |                |                |                |                |                |                |                |                |

## Населення
За даними перепису 2011 року населення міста становить 7869 чоловік.
 Динаміка чисельності населення міста по роках: 
| 1981 | 1991 | 2001 | 2011 | 2013 |
| ---- | ---- | ---- | ---- | ---- |
| 1732 | 3352 | 6591 | 7869 | 8227 |